# Avion II
Avion II (známý také jako Zéphyr nebo Éole II) byl druhý letoun, konstruovaný Clémentem Aderem. Práce na jeho stavbě probíhaly v roce 1893, ale letoun nebyl dokončen. Vycházel z jeho prvního letounu Éole z roku 1890. Vznikal na objednávku francouzského ministerstva války.
Jméno „Avion“, které vytvořil Ader z latinského avis (pták), se stalo zdrojem pro slovo avion, nejobvyklejší francouzské označení pro letadlo těžší než vzduch. První oficiální text, ve kterém je zmíněno, je francouzský patent číslo 205 555 poskytnutý Aderovi 19. dubna 1890.

## Vývoj
Většina zdrojů se shoduje v tom, že práce na letounu nebyla nikdy dokončena. Ader ji opustil ve prospěch Avionu III, poté co vypočítal velikost točivého momentu třímetrové čtyřlisté vrtule a zjistil, že je příliš velký. Aderovo pozdější tvrzení, že v srpnu 1893 letěl s Avionem II na vzdálenost 100 metrů na poli v Satory, není široce přijímáno.